# Герасим (композитор)
Георги Красимиров Георгиев, по-известен с артистичния си псевдоним Герасим, е български композитор.

## Биография
Роден е на 4 януари 1969 г. в гр. Берковица. През 1988 г. завършва СМУ „Панайот Пипков“ – гр. Плевен теоретичен профил със специалност валдхорна. През 1996 г. завършва ДМА „Панчо Владигеров“ – гр. София със специалности композиция (проф. Александър Танев) и теория на музиката.
Освен композитор и аранжор, Герасим е музикален и ТВ продуцент, издател, ТВ режисьор. Сред най-успешните му проекти са албумите на Лили Иванова „Ветрове“, „Любовта...“, Берковската Духова Музика, Нина Николина и БДМ – 2012, Камен Воденичаров и Гергана Николаева , ТВ предаванията „Байландо“, „Обичам България“ (Нова ТВ – 2010), музикалната класация „Големите 10“ (БНТ), документалният филм „Тату бяха в България“ (БТВ – 2002), „Диана Експрес“ и др.
През 2011 г. е ръководител отдел продукция и реализация и и.д. директор програма на НДК, а от 2012 до 2014 е главен продуцент на Дирекция „Музикална продукция и състави“ в БНР. Като главен продуцент, Герасим съвместно с Антони Дончев създава джаз фестивала на БНР – JazzIt, посветен на деня на джаза 29 април; създава и реализира фестивала "Дни на БНР в НДК" в чест на 75г. от създаването на БНР и ежегодните награди "Сирак Скитник".
Има над 300 песни, издадени в България, над 500 детски песни, хоровата творба „Господи помилуй“ в изпълнение на Enrique Morente, оркестър за фламенко и хор „Мистерията на българските гласове“ е издадена от Virgin. Работи в сътрудничество с едни от най-изявените композитори (проф. Георги Костов, Любомир Дамянов, Найден Андреев) и текстописци (Любомир Левчев, Дамян Дамянов, Милчо Спасов, Борислав Мирчев). Създава авторска музика в различни жанрове и приложения.

## Авторска музика

### Поп сингли (над 300)
- Орлин Горанов и Гергана Николаева "Колко си хубава, София" (текст – Борислав Мирчев)
- Лили Иванова – „Ветрове“, „Синя Лагуна“, Дъжд от мечти" (текст – Борислав Мирчев), „Любовта...“ (текст Стефан Банков, Герасим, музика – Любомир Дамянов, Герасим)
- ИРРА – Летен грях, Зелената арфа на дъжда (текст – Борислав Мирчев)
- Руслан Мъйнов – Горчива луна (текст – Иван Ангелов)
- Драго Драганов и Лили Иванова – Искам те за мен (текст – Иван Ангелов)
- Камен Воденичаров – „Ала нямаш мен“, „Не съм избягал“ (т. – Ивайло Вълчев, м.и ар. – Евгени Димитров-Маестрото, Георги Милчев – Годжи, Георги Красимиров – Герасим); „Дай ми ръка“ (т. Иво Тицин, м. и ар. Георги Красимиров – Герасим), „Две мечти“ (т. Камен Во, м. и ар. Георги Красимиров – Герасим), „Сладки дни и нощи“ (т., м. и ар. Георги Красимиров – Герасим).
- Тодор Колев – „Фалшив герой“ (текст – Иван Ангелов, музика – Евгени Димитров-Маестрото, Георги Милчев-Годжи и Герасим)
- Аудио албум /стил "crossover music"/ "Гергана Николаева - Pop Meets Classic", съдържа обработки на класически произведения; включва дуети с Орлин Горанов - „Може ли...“ (т. Иво Тицин), Силвия Кацарова – „Небесни тайни“ (т. Боби Мирчев), Камен Во - "Дай ми ръка" (т. Иво Тицин), Leo - "Pensiero Positivo" (l. Temistocle Solera, Leo), Тони - "Улици" (т. Ъоана Мирчева).

### Музика за деца: песни (над 500) за соло, групи, „Радио деца“ на БНР; crossover music
- "Danze dal Regno delle Fiabe" - 24 brani per pianoforte - difficoltà media
- „Най-хубаво“ – награда на конкурса „Щуротека“ на БНР – 2013 г. (ДВГ Пеещи камбанки с ръководител Владимир Габров)
- „Облаците бели“ – награда на конкурса „Сладкопойна чучулига“
- „Децата на Търново“ – (текст, музика и аранжимент Георги Красимиров – Герасим) – Първа награда на конкурса „Моята песен за България“
- Аудио албум детски поп песни за VF "G" - "Secret" - 15 песни.

### Ремикси и аранжименти
- Лили Иванова – „Без радио не мога“ (музика Георги Костов, текст Милчо Спасов); Щурче (музика Найден Андреев, текст Дамян Дамянов)
- Виктор Калев – „Сребърни ята“ (музика Светозар Русинов, текст Милчо Спасов)
- Орлин Горанов – „Берковица“ (музика Георги Костов, текст Борислав Мирчев)
- Нина Николина и Берковската духова музика – „Свети Георги“, „Море пиле“ (с Любо Киров), „Пуста младост“ (с Христо Мутафчиев), „Излел е Дельо хайдутин“, „Притури се планината“ и др.
- Камен Воденичаров – концертен албум „Има игра“
- аранжименти за Биг бенда на БНР
- аранжименти за Симфоничен оркестър и бенд – ТВ концерти „Каналето и приятели“, „Награди на БГ радио“, „Награди на списание Блясък“
- Gergana Nikolaeva feat. Leo – Pensiero Positivo (music: Giuseppe Verdi/G.Kr.- Gerasim/Leo/BatePesho lyrics: Temistocle Solera/Leo)
- Тони и Гергана Николаева – "Всичко било е насън" (музика и текст: Каризма, аранжимент: Георги Красимиров – Герасим)
- Над 100 аранжимента на БГ и световни хитове за клуб „Театро“

### Рекламни клипове
- „STEP-MELODY“, „BABY“, шоколади „NESTLE“, сокове „QUEENS“, чипс „Чипи“ и др.
- Ел Би Булгарикум, Каолин ЕАД (включително звуков дизайн на сайта)

### ТВ предавания (опаковка и фонова музика, музикален продуцент)
- Обичам България (Нова ТВ)
- Байландо (НоваТВ)
- В неделя със... (БНТ)
- Каналето (БНТ)
- Шоуто на Канала (БНТ)
- Футболна мания (Диема)
- Бързи пари (бТВ)

### Театрална и филмова музика
- „12 нощ“ по Шекспир, театрална постановка и филм, реж. Мариус Куркински
- ТВ сериал Кантора Митрани
- Архангел Михаил – филм на Лъчезар Петров
- 6+1 – филм на Лъчезар Петров
- Куклен театър – Пиринска фолклорна магия /награда за музика на кукления фестивал в Загреб, Хърватска/, Приказните разказвачи,Вълшебното огледало,Красавицата и звярът, Аладин и вълшебният Виктор,Приказка за Ох,Трите прасенца,Намери ми коледна елха и др.
- Документален филм „Майсторът на комедията“ – включително звуков дизайн (автор и режисьор Камен Во)

## Продуцентска и издателска дейност
1. Продуцент сингли и видеоклипове - Орлин Горанов и Гергана Николаева "Колко си хубава, София", Гергана Николаева и Орлин Горанов – МОЖЕ ЛИ... , Ле  Камен Воденичаров и Гергана Николаева – „Дай ми ръка“ , Gergana Nikolaeva feat. Leo – "Pensiero Positivo" 
2. Берковската Духова Музика – аудио и видео продукция:
- CD „БДМ 1“ – 1995 г.,
- CD "Екстра за Ловджии, само за мераклии – 1998 г.
- CD "Историята преди Ветрове – 2000 г.
- CD "БДМ Избрани хора – 2004 г.
- CD "БДМ – Директно от сватбата – I и II част – 2009 г.
- CD "БДМ – За гроздето, ракията...и други работи – 2013 г.
- DVD „БДМ и приятели – Концерт НДК зала 1“ – I и II част – 2009 – 2014 г.
- CD „БДМ – Директно от Студио 5“ – 2014 г.

3. Нина Николина и Берковската духова музика – аудио и видео продукция:
- CD „Нина Николина и БДМ“ – 2012 г.,
- видеоклип „Свети Георги“ – 2012 г.
- Концерт промоция – НДК зала 1 – БНТ 1 – 2012 г.[2]

4. Лили Иванова – аудио и видео продукция:
- CD „Ветрове“ – 2000 г., и Концерт промоция – НТ Иван Вазов – БНТ 1; видеоклип на Ветрове – Награда на БНТ (реж. Станислав Тодоров – Роги, оп. Антон Бакарски) [3]
- CD „Любовта...“ – 2001 г. и Концерт промоция – НДК зала 1 – бТВ; видеоклип на Любовта...(реж. Станислав Тодоров – Роги, оп. Антон Бакарски)
- видеоклип на Камино (реж. Станислав Тодоров – Роги, оп. Антон Бакарски)

5. ИРРА – аудио и видео продукция:
- CD „Летен грях“ – 1998 г.
- сингъл и видеоклип „Кръг от светлина“, „Зелената арфа на дъжда“ – 2000 г.

6. Музикална класация „Песен на годината“ – (БГ радио, ТВ Мустанг, в-к Монитор) 2002 – 2003 г.
Театрална постановка „Лазарица“ по Йордан Радичков (реж. Валерия Вълчева) 2004 – 2005 г.
7. Продуцент „БДМ ФЕСТ – Северозападен Фестивал на Духовата Музика“, ежегодно – 2017 г. и до днес
8. Продуцент/режисьор „Концерт в памет на Жоро Матев“ (2019,София Лайв Клуб, с участието на Мария Илиева, Любо Киров, Камен Во, Христо и Димитър, Жоро Матев Бенд и др.)
9. Муз.продуцент/автор аранжименти албум група Affect – „Наследство“ – 2017 – 2018 г.
10. Продуцент „Gergana Nikolaeva – Pop meets classic“ –audio/video album – 2016 г.;
11. Продуцент /режисьор корпоративни събития, аудио/видео рекламни и PR продукции за Каолин АД – 2014 – 2019 г.
12. Продуцент „На теб, Берковице“ – CD Extra, аудио-видео албум за Община Берковица

## ТВ режисура
- Документален филм „Тату бяха в България“ – бТВ
- „Награди на БГ радио“ (2004 – 2011) – БНТ – бТВ
- Музикална класация „Големите 10“ (2006 – 2007) – БНТ
- Документален филм „Стандарт“ – 15 години (2007) – бТВ
- Неделен блок „В неделя със“ (2008) – БНТ
- Сутрешен блок „Денят е прекрасен“ (2009) – бТВ
- Берковската Духова Музика и приятели – ТВ концерт от зала 1 на НДК – Новогодишна програма в 2 части за бТВ (2010)
- Документален филм за Община Дулово
- Документален филм за Община Берковица